# Nagi Yanagi
Nagi Yanagi (やなぎ なぎ Yanagi Nagi?, Prefectura de Osaka, 31 de mayo de 1987), estilizado como yanaginagi (やなぎなぎ?), es una cantante y compositora japonesa afiliada con NBCUniversal Entertainment Japan. Comenzó a desarrollar interés por la música desde que era niña, y comenzó a cantar y a escribir sus propias canciones. En 2006, comenzó a subir su música a Niconico y otros sitios web, ganándose la atención del grupo de J-pop Supercell, que finalmente tuvo a Yanagi como una de sus vocalistas desde 2009 hasta 2011.
Yanagi hizo su debut en solitario en febrero de 2012 con el lanzamiento del sencillo "Vidro Moyō", que se utiliza como tema final del anime Waiting in the Summer. Su música ha aparecido en series de anime como My Youth Romantic Comedy Is Wrong, As I Expected, Jormungand, Seraph of the End y Nagi-Asu: A Lull in the Sea. También ha actuado en eventos en el extranjero en el sudeste de Asia, China y Europa. En 2012, Yanagi colaboró con el compositor Jun Maeda de Key para producir el álbum conceptual original Owari no Hoshi no Love Song, que terminó en el puesto seis en las listas de Oricon, siendo su primer álbum en aparecer en las listas.
Yanagi ha escrito la canción de la novela visual japonesa Kamigami no Asobi de 2014. Además de cantar y escribir canciones, Yanagi se desempeñó como productora musical de la serie de anime de 2017 Just Because!. Anunció su matrimonio en su blog oficial el 5 de agosto de 2019.

## Biografía
Yanagi nació en la Prefectura de Osaka el 31 de mayo de 1987. Desde muy temprana edad se interesó por la música y jugaba con un teclado electrónico que su vecino originalmente tenía intención de tirar. También cantaba canciones infantiles, inventando melodías según le parecía conveniente. Cuando estaba en la escuela secundaria, su hermano compró programas para ordenador que se usaban para producir música, y ella decidió experimentar con ellos. Durante sus años de escuela secundaria, debido a su creencia de que "su voz era mediocre", decidió dedicarse a la música.

## Carrera

### 2006-2011: Inicios de su carrera y Supercell
Yanagi comenzó su carrera musical en 2006, publicando versiones de canciones en línea y produciendo música original bajo el nombre de CorLeonis.
Lanzó cuatro álbumes de estudio de forma independiente entre 2006 y 2010.
En 2006, Yanagi formó el dúo musical Binaria junto con la cantante Annabel, y lanzaron varios álbumes y sencillos juntas.
En 2007, Yanagi creó la unidad musical Inochi Kokonotsu con KTG, lanzando un álbum antes de disolverse en junio de ese mismo año.
A partir de 2007, Yanagi comenzó a compartir versiones de canciones en Nico Nico Douga como Gazelle.
Se unió al grupo de J-pop Supercell en 2009 como vocalista, colaborando en varios sencillos y el álbum Today Is A Beautiful Day en 2011.
Continuó cantando canciones originales después de su salida de Supercell.

### 2012-2016: Debut en solitario
Yanagi colaboró con Jun Maeda de Key para producir el álbum conceptual original Owari no Hoshi no Love Song lanzado el 25 de abril de 2012. Un sencillo del álbum, "Killer Song", fue lanzado en el Comiket 81 el 29 de diciembre de 2011. Yanagi hizo su debut en solitario firmada con Geneon con el sencillo "Vidro Moyō" (ビードロ模様?)  lanzado el 29 de febrero de 2012. "Vidro Moyō" se utiliza como tema final de la serie de anime de 2012 Waiting in the Summer. El segundo sencillo de Yanagi, "Ambivalentidea", fue lanzado el 6 de junio de 2012; la canción principal se utiliza como tema final de la serie de anime de 2012 Jormungand. Su tercer sencillo "Laterality" (ラテラリティ?)  fue lanzado el 7 de noviembre de 2012; la canción principal se utiliza como tema final de la segunda temporada Jormungand : Perfect Order.
Yanagi lanzó su cuarto sencillo "Zoetrope" el 30 de enero de 2013; la canción principal se utiliza como tema de apertura de la serie de anime de 2013 Amnesia. Yanagi lanzó su quinto sencillo "Yukitoki" (ユキトキ?)  el 17 de abril de 2013; la canción se usa como tema de apertura de la serie de anime de 2013 My Youth Romantic Comedy Is Wrong, As I Expected. El álbum debut en solitario de Yanagi, Euaru (エウアル?)  fue lanzado el 3 de julio de 2013. Yanagi lanzó su sexto sencillo "Aqua Terrarium" (アクアテラリウム?)  el 20 de noviembre de 2013; La canción se utiliza como primer tema final de la serie de anime de 2013 Nagi-Asu: A Lull in the Sea. Su séptimo sencillo "Mitsuba no Musubime" (三つ葉の結びめ?)  fue lanzado el 19 de febrero de 2014; La canción se utiliza como segundo tema final de Nagi-Asu. El octavo sencillo de Yanagi "Tokohana" (トコハナ?), fue lanzado el 4 de junio de 2014; la canción se utiliza como tema final de la serie de anime de 2014 Black Bullet. La tercera canción del sencillo se utiliza en el vídeo de promoción de Z-kai Group Cross Road (クロスロード?)  en colaboración con Makoto Shinkai. Hizo una aparición en el Anime Festival Asia de Singapur en noviembre de 2014.
El segundo álbum en solitario de Yanagi, Polyomino (ポリオミノ?)  fue lanzado el 10 de diciembre de 2014. Su noveno sencillo "Sweet Track" fue lanzado el 24 de diciembre de 2014. Su décimo sencillo "Foe" fue lanzado el 18 de marzo de 2015. El undécimo sencillo de Yanagi "Harumodoki" (春擬き?)  fue lanzado el 3 de junio de 2015; la canción se usa como tema de apertura de la segunda temporada de My Youth Romantic Comedy Is Wrong, As I Expected. En julio de 2015, hizo apariciones en la Japan Expo en París y en Hyper Japan en Londres. También hizo una aparición en SMASH! en Sídney en agosto de 2015, y más tarde en el Anime Festival Asia Indonesia en septiembre de 2015. Su duodécimo sencillo "Orarion" (オラリオン?)  fue lanzado el 9 de diciembre de 2015; la canción se usa como tema final de la serie de anime de 2015 Seraph of The End: Battle in Nagoya. Su decimotercer sencillo "Kazakiri" (カザキリ?)  fue lanzado el 24 de febrero de 2016; la canción se usa como tema de apertura de la serie de anime de 2016 Norn9; Yanagi también interpretó el papel de Aion en la serie. El tercer álbum en solitario de Yanagi, Follow My Tracks, fue lanzado el 20 de abril de 2016. El decimocuarto sencillo de Yanagi "Meimoku no Kanata" (瞑目の彼方?  "Beyond Closed Eyes"), fue lanzado el 31 de agosto de 2016; la canción se usa como tema final de la serie de anime de 2016 Berserk. Apareció en el Carnaval Animax de Malasia en marzo de 2016, y en el Carnaval Animax de Filipinas en octubre de 2016.

### 2017-presente: Expansión profesional
Yanagi colaboró con Yoshino Nanjō para la canción "Issai wa Monogatari" lanzada en 2017 para la segunda temporada de Berserk.
Su 15° sencillo "Jikan wa Mado no Mukōgawa" fue lanzado en 2017 para Chronos Ruler. Su 16° sencillo "Over and Over" fue utilizado como tema de apertura para Just Because! en 2017. Su 17° sencillo "Here and There / Satōdama no Tsuki" se usó para Kino’s Journey –The Beautiful World en 2017.
Yanagi lanzó un nuevo álbum en solitario titulado "Natte" el 17 de enero de 2018.
Su 18° sencillo "Madōi Mirai" se utilizó como tema final para Hakyū Hōshin Engi en 2018. El 19° single "Mukei no Outline" fue lanzado en 2018 también para Hakyū Hōshin Engi. Su 20° sencillo, "Mimei no Kimi to Hakumei no Mahō", se utilizó para Iroduku: The World in Colors en 2018.
En 2019, lanzó dos álbumes recopilatorios y se presentó en América del Norte en el Anime Revolution de Vancouver.
Su 21° sencillo "Houseki no Umareru Toki" se usó para The Case Files of Jeweler Richard en 2020. El 22° sencillo de Yanagi, "Megumi no Ame", fue la canción de apertura para My Youth Romantic Comedy is Wrong, As I Expected en 2020. Su 23° sencillo "Kimi to Iu Shinwa" / "Goodbye Seven Seas" se usó para The Day I Became a God en 2020. El 24° sencillo, "Shirushibi", se utilizó como tema final para The Faraway Paladin en 2021. También lanzó los sencillos "Yukiharuame" y "Inochibi" para The Faraway Paladin en ese mismo año.
El 20 de marzo de 2024, lanzó un nuevo álbum llamado "White Cube".

## Arte

### Influencias
Yanagi cita a Akino Arai, Yoko Kanno y Maaya Sakamoto, así como la canción de 1996 "Flower Crown" de la unidad musical Goddess in the Morning como algunas de sus influencias musicales; desde el principio, decidió que quería tener el mismo estilo que Arai. En una entrevista con el sitio web japonés Natalie, describe cómo el software de música del ordenador de escritorio que ella tenía en su casa fue mágico para ella, ya que le permitió hacer música sin tocar instrumentos. Más tarde, también compró una interfaz de audio para el software, lo cual le permitió experimentar más.

### Estilo musical
En sus inicios de carrera, Yanagi habló sobre su sencillo "Ambivalentidea" y su transición de un hobby a una carrera musical. Para esta canción, quiso transmitir el tema de contradicción a través de letras figurativas. En su rol como productora musical de Just Because!, se esforzó por adaptar la música a las escenas de la serie, influenciada por sus experiencias previas en My Youth Romantic Comedy Is Wrong, As I Expected, además de querer expresar una sensación de felicidad a través de las canciones.

## Filmografía

### Anime
| Año  | Título                | Paple | Notas | Ref.   |
| ---- | --------------------- | ----- | ----- | ------ |
| 2013 | Norn9: Norn + Nonette | Aion  | Voz   | [ 23 ] |

### Videojuegos
| Año  | Título | Papel | Notas | Ref.   |
| ---- | ------ | ----- | ----- | ------ |
| 2013 | Norn9  | Aion  | Voz   | [ 44 ] |

## Discografía

### Álbumes

#### Álbumes de estudio
| 2006                                                       | EN - Fecha de lanzamiento: 13 de agosto de 2006 - Etiqueta: CorLeonis - Formato: CD                                                            | —  |
| 2007                                                       | Leonis - Fecha de lanzamiento: 21 de marzo de 2007 - Etiqueta: CorLeonis - Formato: Descarga digital                                           | —  |
| 2008                                                       | Freirinite - Fecha de lanzamiento: 9 de marzo de 2008 - Etiqueta: CorLeonis - Formato: CD                                                      | —  |
| 2010                                                       | Oort no Yume - Fecha de lanzamiento: 5 de mayo de 2010 - Etiqueta: CorLeonis - Formato: CD                                                     | —  |
| 2012                                                       | Owari no Hoshi no Love Song - Fecha de lanzamiento: 25 de abril de 2012 - Etiqueta: Flaming June (FJMC-0002, FJMC-0003) - Formato: CD, CD+DVD  | 6  |
| 2013                                                       | Euaru - Fecha de lanzamiento: 3 de julio de 2013 - Etiqueta: Geneon (GNCA-1376, GNCA-1377, GNCA-1378) - Formato: CD, CD+DVD, CD+BD             | 4  |
| 2014                                                       | Polyomino - Fecha de lanzamiento: 10 de diciembre de 2014 - Etiqueta: Geneon (GNCA-1421, GNCA-1422, GNCA-1423) - Formato: CD, CD+DVD, CD+BD    | 7  |
| 2016                                                       | Follow My Tracks - Fecha de lanzamiento: 20 de abril de 2016 - Etiqueta: Geneon (GNCA-1477, GNCA-1478, GNCA-1479) - Formato: CD, CD+DVD, CD+BD | 7  |
| 2018                                                       | Natte - Fecha de lanzamiento: 17 de enero de 2018 - Etiqueta: Geneon (GNCA-1521, GNCA-1522, GNCA-1523) - Formato: CD, CD+DVD, CD+BD            | 10 |
| 2020                                                       | Emeraro Type - Fecha de lanzamiento: 9 de diciembre de 2020 - Etiqueta: Geneon (GNCA-1593, GNCA-1594, GNCA-1595) - Formato: CD, CD+DVD, CD+BD  | 29 |
| 2022                                                       | Branch - Fecha de lanzamiento: 23 de diciembre de 2022 - Etiqueta: Geneon (GNCA-1634, GNCA-1633) - Formato: CD, CD+BD                          | —  |
| 2024                                                       | White Cube - Fecha de lanzamiento: 20 de marzo de 2024 - Etiqueta: Geneon (GNCA-1657, GNCA-1656) - Formato: CD, CD+DVD, CD+BD                  | 28 |
| "—" indica los lanzamientos que no entraron en las listas. | |    |

#### Álbumes recopilatorios
| 2011                                                   | Ame no Umi - Fecha de lanzamiento: 6 de septiembre de 2011 - Etiqueta: CorLeonis - Formato: CD                                                                            | —  |
| 2019                                                   | Yanagi Nagi Best Album -Library- - Fecha de lanzamiento: 9 de enero de 2019 - Etiqueta: Geneon - Formato: CD, CD+BD                                                       | 11 |
| 2019                                                   | Yanagi Nagi Best Album -Museum- - Fecha de lanzamiento: 9 de enero de 2019 - Etiqueta: Geneon - Formato: CD, CD+BD                                                        | 12 |
| 2019                                                   | Memorandum - Fecha de lanzamiento: 13 de noviembre de 2019 - Etiqueta: NBCUniversal Entertainment Japan - Formato: CD                                                     | 29 |
| 2022                                                   | Yanagi Nagi 10th Anniversary Selection Album -Roundabout- - Fecha de lanzamiento: 23 de febrero de 2022 - Etiqueta: NBCUniversal Entertainment Japan - Formato: CD, CD+BD | 34 |
| "—" denota lanzamientos que no entraron en las listas. | |    |

### Sencillos
| 2011                                                       | "Hyōka no Kuni"                      | —   | —                                |
| 2011                                                       | "Killer Song"                        | —   | Owari no Hoshi no Love Song      |
| 2012                                                       | "Vidro Moyō"                         | 11  | Euaru                            |
| 2012                                                       | "Ambivalentidea"                     | 23  | Euaru                            |
| 2012                                                       | "Laterality"                         | 20  | Euaru                            |
| 2013                                                       | "Zoetrope"                           | 13  | Euaru                            |
| 2013                                                       | "Yukitoki"                           | 17  | Euaru                            |
| 2013                                                       | "Aqua Terrarium"                     | 22  | Polyomino                        |
| 2014                                                       | "Mitsuba no Musubime"                | 27  | Polyomino                        |
| 2014                                                       | "Tokohana"                           | 12  | Polyomino                        |
| 2014                                                       | "Sweet Track"                        | 68  | Polyomino                        |
| 2015                                                       | "Foe"                                | 50  | Follow My Tracks                 |
| 2015                                                       | "Harumodoki"                         | 8   | Follow My Tracks                 |
| 2015                                                       | "Orarion"                            | 22  | Follow My Tracks                 |
| 2016                                                       | "Kazakiri"                           | 30  | Follow My Tracks                 |
| 2016                                                       | "Meimoku no Kanata"                  | 46  | Natte                            |
| 2017                                                       | "Jikan wa Mado no Mukōgawa"          | 58  | Natte                            |
| 2017                                                       | "Over and Over"                      | 30  | Natte                            |
| 2017                                                       | "Here and There / Satōdama no Tsuki" | 25  | Natte                            |
| 2018                                                       | "Madōi Mirai"                        | 59  | Yanagi Nagi Best Album -Library- |
| 2018                                                       | "Mukei no Outline"                   | 54  | Yanagi Nagi Best Album -Library- |
| 2018                                                       | "Mimei no Kimi to Hakumei no Mahō"   | 31  | Yanagi Nagi Best Album -Museum-  |
| 2020                                                       | "Hōseki no Umareru Toki"             | 48  | Emeraro Type                     |
| 2020                                                       | "Megumi no Ame"                      | 7   | Emeraro Type                     |
| 2021                                                       | "Shirushibi"                         | 45  | —                                |
| 2023                                                       | "Yukiharuame"                        | TBA | —                                |
| "—" indica los lanzamientos que no entraron en las listas. |                                      |     |                                  |

#### Sencillos digitales
| Año  | Título             | Álbum  | Ref.   |
| ---- | ------------------ | ------ | ------ |
| 2022 | "Branch"           | Branch | [ 49 ] |
| 2022 | "dream puff"       | Branch | [ 50 ] |
| 2022 | "Echo"             | Branch | [ 51 ] |
| 2022 | "more than enough" | Branch | [ 52 ] |
| 2022 | "For good"         | Branch | [ 53 ] |

#### Colaboraciones
| Año  | Canción                                                  | Posiciones más altas en los gráficos | Álbum                                                     |
| ---- | -------------------------------------------------------- | ------------------------------------ | --------------------------------------------------------- |
| 2017 | "Issai wa Monogatari" (con Yoshino Nanjō)                | 7                                    | Nanjo Yoshino Best Album: The Memories Apartment -Anime-  |
| 2020 | "Kimi to Iu Shinwa / Goodbye Seven Seas" (con Jun Maeda) | 15                                   | Yanagi Nagi 10th Anniversary Selection Album -Roundabout- |
| 2020 | "Natsu Nagi / Takaramono ni Natta Hi" (con Jun Maeda)    | 27                                   | Sencillos sin álbum                                       |
| 2022 | "Level" (con The Sixth Lie)                              | 44                                   | Sencillos sin álbum                                       |

### Otras apariciones en álbumes
| Año  | Canción                                             | Álbum                                | Ref.   |
| ---- | --------------------------------------------------- | ------------------------------------ | ------ |
| 2011 | "Hitoshizuku"                                       | Zone Tribute: Kimi ga Kureta Mono    | [ 54 ] |
| 2011 | "Koibumi" "Itsuwaranai Kimi e"                      | Rewrite Original Soundtrack          | [ 55 ] |
| 2011 | "Little Forest" "Reply"                             | Branch                               | [ 56 ] |
| 2012 | "Dr. Schrodinger, tell me please? (Mikoto's Theme)" | Time Travelers Original Soundtrack   | [ 57 ] |
| 2012 | "Koibumi" "Itsuwaranai Kimi e"                      | Circle of Fifth                      | [ 58 ] |
| 2012 | "Koibumi"                                           | Dye Mixture                          | [ 59 ] |
| 2020 | "re:fruition"                                       | Frontiers                            | [ 60 ] |
| 2022 | "Rhythm Emotion"                                    | Two-Mix Tribute Album: Crysta Rhythm |        |